# Hornby
A Hornby Railways, é uma fabricante de artefatos de ferromodelismo britânica. Suas origens datam de 1901, quando seu fundador, Frank Hornby obteve a patente para um brinquedo de construção chamado Meccano que se tornou uma marca.
O primeiro trem movido por um sistema de corda de relógio, foi produzido em 1920. Em 1938, a Hornby lançou seu primeiro trem na bitola 00.
Em 1964, a Hornby e a Meccano foram compradas por sua competidora, a Tri-ang, e novamente vendidas quando a Tri-ang foi à falência. A Hornby Railways tornou-se independente na década de 1980.

## História

### O início: 1920–1938

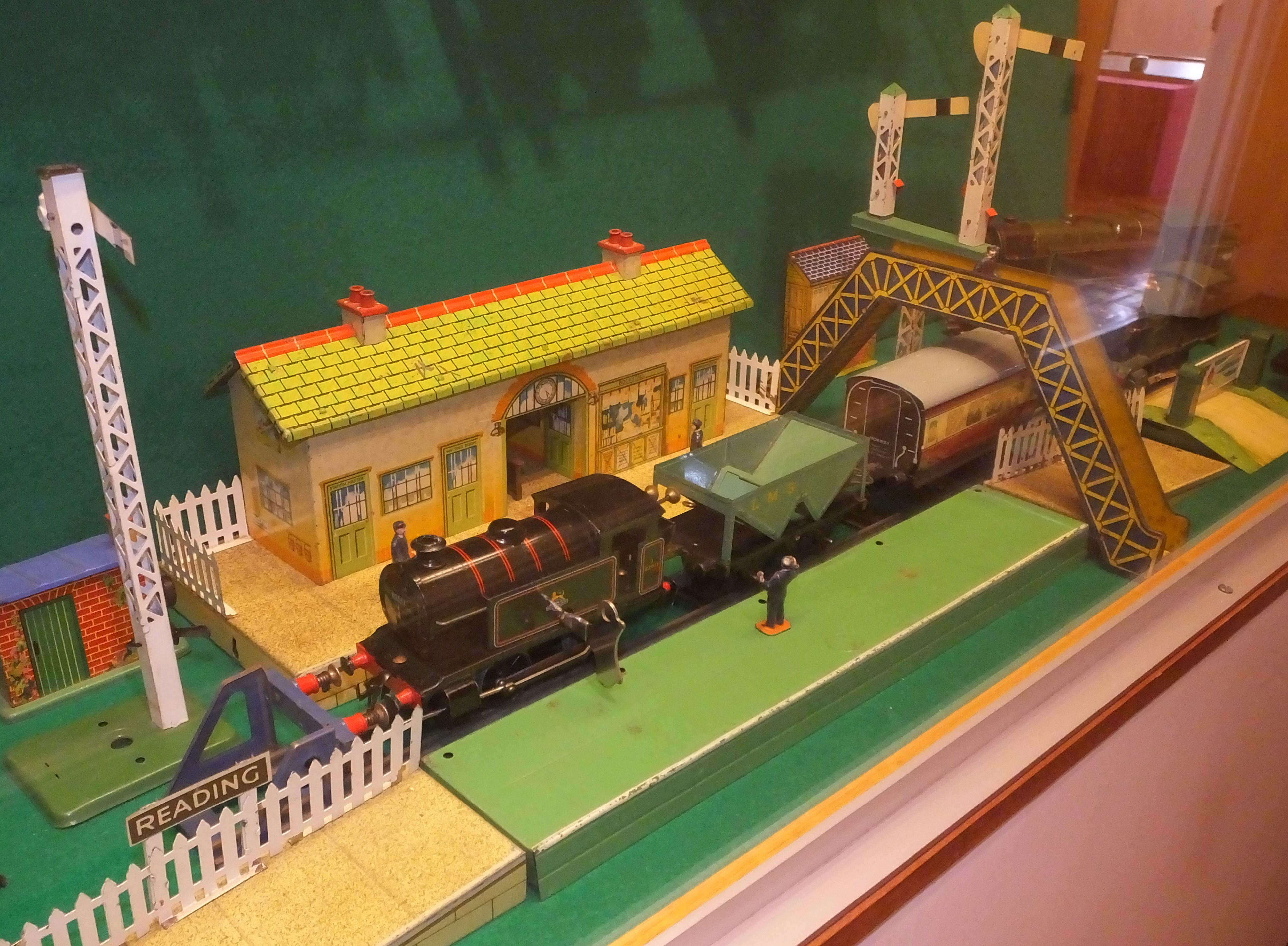
Modelos de metal da Hornby em escala O.

A Hornby foi, antes de tudo, uma marca para a linha de trens da Meccano Ltd sediada em Liverpool, que introduziu seu primeiro trem, impulsionado por corda de relógio na bitola 0 (1:48), em 1920. A ele, logo se seguiu um trem elétrico, mas tinha problemas de projeto e os poucos que foram feitos, foram vendidos na França. Já em 1925, um outro modelo elétrico foi introduzido, este, muito bem sucedido, operava em 110 volts em corrente alternada. Preocupações com a segurança fizeram surgir motores de baixa voltagem (4 e 6 volts), seguidos por um, mais eficaz, de 20V, também em corrente alternada, que foi desenvolvido no início da década de 1930. Apesar disso, os modelos acionados por corda de relógio, continuaram sendo o "carro chefe" da linha de trens em bitola 0 da Hornby até 1937, e se tornaram a única opção dos modelos fabricados em Liverpool na bitola 0 a partir de 1949. Nessa época, os competidores da Hornby no Reino Unido eram: a Leeds Model Company e a Bassett-Lowke.
Uma fábrica foi instalada na França, a qual desenvolveu sua própria linha de modelos reproduzindo trens franceses, mas a fábrica de Liverpool dominava a atividade de exportação para outros mercados, como: Austrália, Nova Zelândia, Argentina e Escandinávia. Apesar de os modelos de exportação serem pintados nas cores mais comuns nos mercados de destino, os trens da Hornby tinham uma aparência "muito britânica". A Hornby tentou entrar no mercado americano, estabelecendo uma fábrica no ano de 1927, em Elizabeth, Nova Jersey, para fabricar modelos baseados em originais americanos. Eles eram coloridos e atraentes, mas voltados para o mercado de baixo preço e somente movidos à corda. Eles provavelmente não obtiveram sucesso no mercado, devido ao fato de várias empresas locais podiam oferecer modelos de maior qualidade e movidos à eletricidade, mas a "quebra de Wall Street" antecipou os problemas. No final de 1929, a Meccano Ltd vendeu sua fábrica de Nova Jersey para a A. C. Gilbert Company e a Hornby desapareceu do mercado Norte americano em 1930. Os modelos em estoque, foram vendidos no Canadá e no Reino Unido, e parte do ferramental, foi reutilizado para produtos de outros mercados.

### AHornby Dublo: 1938–1963

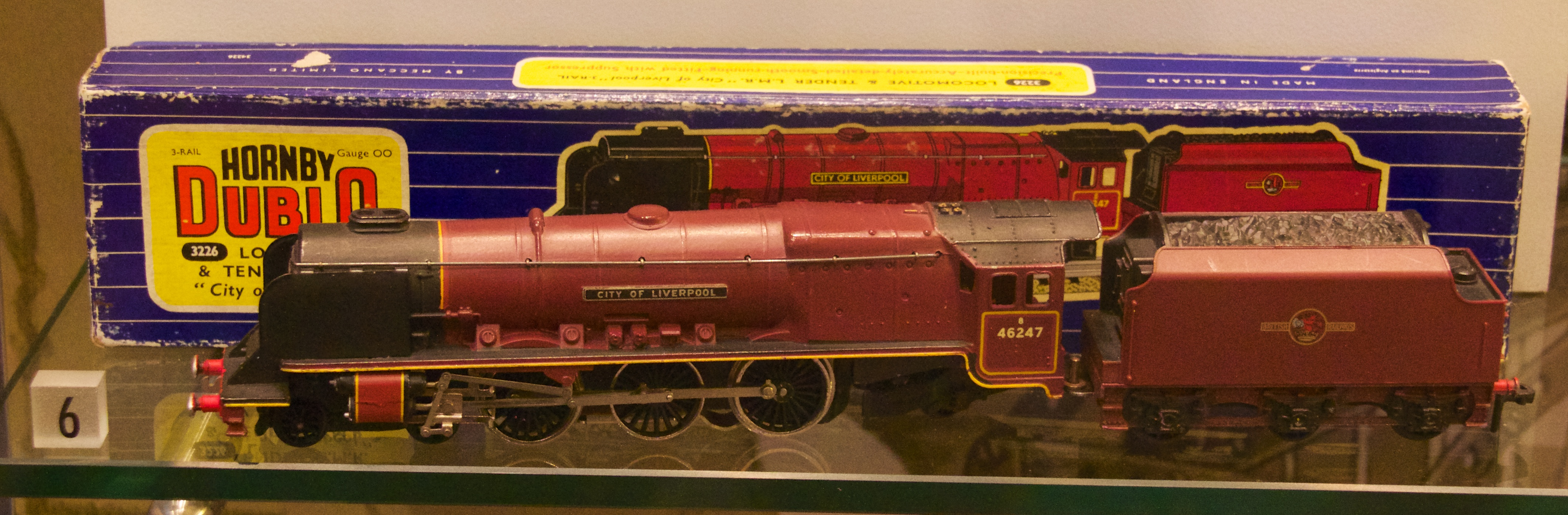
Um modelo da Hornby Dublo da locomotiva
City of Liverpool da classe LMS Coronation.

A Meccano introduziu seus trens na escala OO em 1938 sob a marca 'Hornby Dublo'. As locomotivas eram fundidas em metal, enquanto os vagões eram feitos de folha de flandres. Esta era uma linha muito bem planejada de modelos movidos a corda e também elétricos, consolidando o sistema de 12 V em corrente contínua como padrão para modelos na escala OO. Isso levou à adoção da escala OO como um "padrão de mercado" no Reino Unido, enquanto na maior parte dos outros países o mais comum era o uso da escala HO. As locomotivas elétricas de bitola O, da linha Hornby Dublo, rodavam num sistema elétrico com um terceiro trilho, com a pista construída sobre uma base de folha de flandres.
As escalas OO e HO usam a mesma bitola de pista, mas suas escalas eram diferentes. Denominada literalmente como "Half O", os modelos em escala HO de protótipos da Europa continental na escala de 3.5mm/pé eram funcionais, mas a Hornby decidiu aumentar ligeiramente a escala para 4mm/pé para os protótipos britânicos menores, para fornecer mais espaço interno para o motor. Essa atitude, teve como consequência, até os dias de hoje, de fazer a bitola da Hornby, uma aparente 4 pés 1 ½ pol. em vez do padrão verdadeiro de 4 pés 8 ½ pol.
A linha de modelos se expandiu rapidamente, mas o processo foi interrompido em 1940 devido à Segunda Guerra Mundial. A produção foi completamente suspensa em 1942. A produção foi retomada depois da guerra, mas não atingiu a capacidade plena antes de 1948. Modelo movidos a corda na escala 00 deixaram de ser produzidos depois da guerra.
Assim como seus concorrentes: a Bassett-Lowke e a Exley no Reino Unido e a Lionel e a American Flyer nos Estados Unidos, a Hornby prosperou na primeira metade da década de 1950, mas teve dificuldades já no final daquele período. A companhia foi lenta em reconhecer a ameaça dos fabricantes rivais (em particular a Triang-Rovex), e se dar conta do potencial do plástico. Em 1959, já muito tarde, a Hornby introduziu em sua linha, pistas com apenas dois trilhos e modelos feitos de plástico (a série "Super Detail"), mas mesmo assim, o sistema era complicado e difícil de usar se comparado com seus rivais. Apesar disso, a Hornby seguiu produzindo modelos baseados em protótipos bem antigos na bitola 0, e em 1957 ela reformulou o ferramental mas manteve a linha de modelos, em vez de usar a oportunidade para descontinuá-la, um indicativo de falhas a nível gerencial.

### ATri-ang Hornby: 1964–1972
Em 1964, a Lines Bros Ltd., a holding da rival Tri-ang Railways, comprou a Meccano Ltd., e juntou as marcas Hornby e Tri-ang na Tri-ang Hornby. A antiga linha de produtos da Hornby foi descontinuada, em favor a linha da Tri-ang que eram feitas de plástico e portanto, mais baratos. O ferramental de produção da linha Hornby Dublo foi vendido para a G & R Wrenn, que continuou a produzir as locomotivas da linha 'superdetail'. O estoque remanescente em bitola 0 foi descartado ou vendido ao varejista local Hattons.

### AHornby Railways: 1972–1980

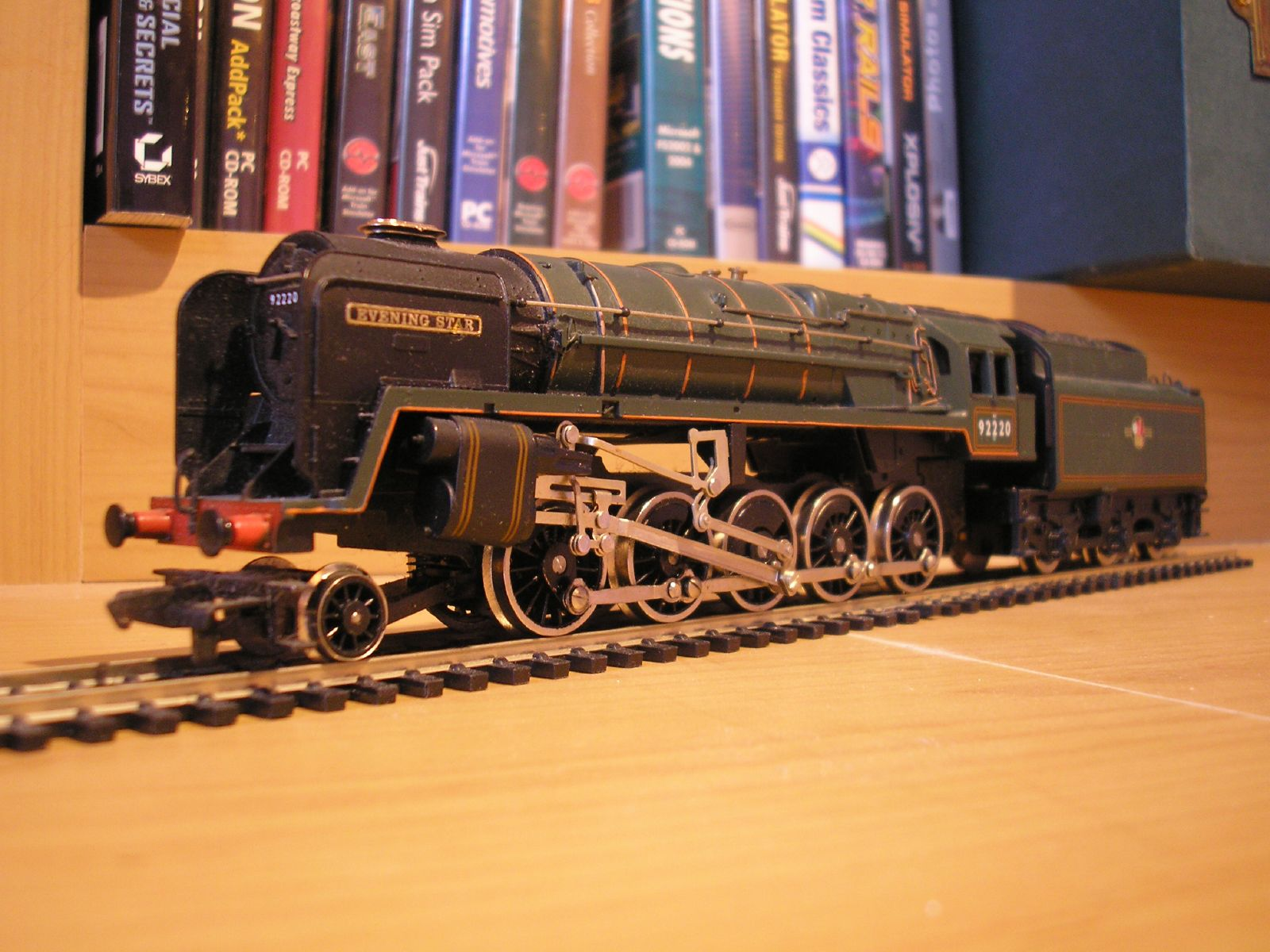
Um modelo Hornby da locomotiva BR standard class 9F.

O grupo Tri-ang foi dissolvido em 1971 quando a Lines Bros, dona da Meccano Ltd pediu concordata. A Tri-ang Hornby, foi então vendida para a Dunbee-Combex-Marx, tornando-se a Hornby Railways em 1972. Em 1976, a Hornby enfrentava novos adversários: a Palitoy e a Airfix, ambas produzindo modelos detalhados de alta qualidade. Os detalhes nos modelos foram melhorados para tornar os produtos mais atrativos para os hobbystas adultos.
Em 1979, foi introduzido um sistema de comando e controle baseado em tecnologia digital chamado Zero 1, e como tal, foi um antecessor do Digital Command Control (DCC) da NMRA, que só surgiu na década de 1990. Segundo os anúncios, 16 locomotivas podiam ser operadas de forma simultânea e independente. Esse sistema, apesar de custoso, de não funcionar com corrente contínua e outras exigências técnicas nos modelos associados a ele, o sistema foi um sucesso. Essa linha começou a deixar de ser produzida em meados da década de 1980, e cessou completamente, ao final dela.
A última menção desse sistema em uma locomotiva no catálogo foi feita em 1991, como "Limited supplies" para a locomotiva R955. Peças de reposição para o sistema Zero 1 não eram mais fornecidas pela Hornby, e ela deixava claro em seus catálogos que não havia mais peças sobressalentes disponíveis.
Como parte das celebrações da Rocket 150 em 1980, a Hornby lançou um modelo de locomotiva movida a vapor d'água com bitola de 3½", baseada na locomotiva Stephenson's Rocket O maior objetivo desse projeto era tornar disponível uma locomotiva a vapor real para ambientes domésticos. A caldeira era consideravelmente menor que o diâmetro externo, envolta por uma grossa camada de material isolante para prevenir queimaduras. O combustível para aquecer a caldeira era gás butano usado nos isqueiros.
Em 1980, o mercado estava extremamente difícile, e a Dunbee-Combex-Marx foi liquidada, e segundo as leis inglesas, a Hornby foi indicada como responsável pela massa falida ("receivership").

### Hornby Hobbies Limited: 1980–Present

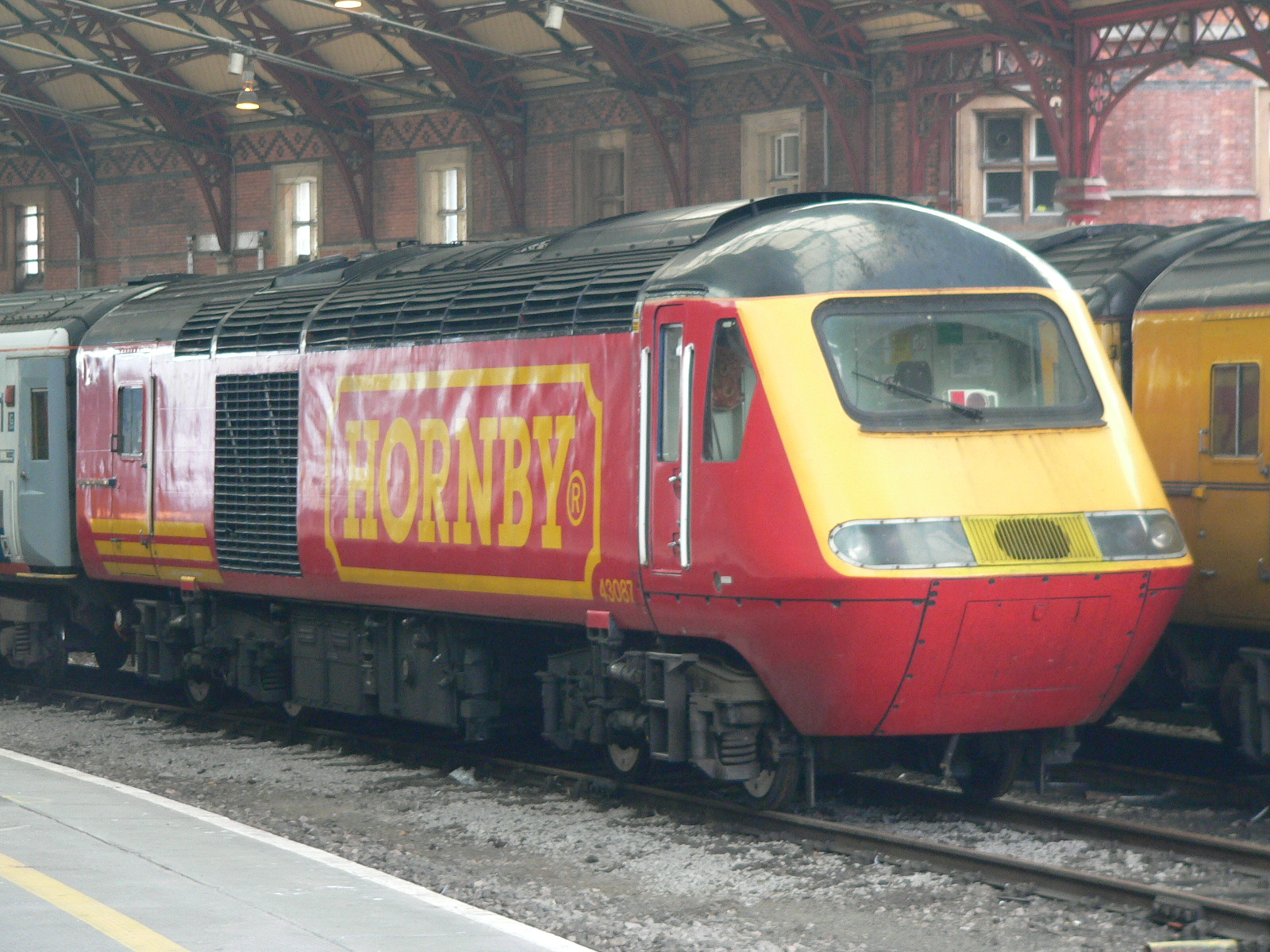
Em 2006 uma locomotiva Class 43 HST da Cotswold Rail, pintada com um anúncio da Hornby.

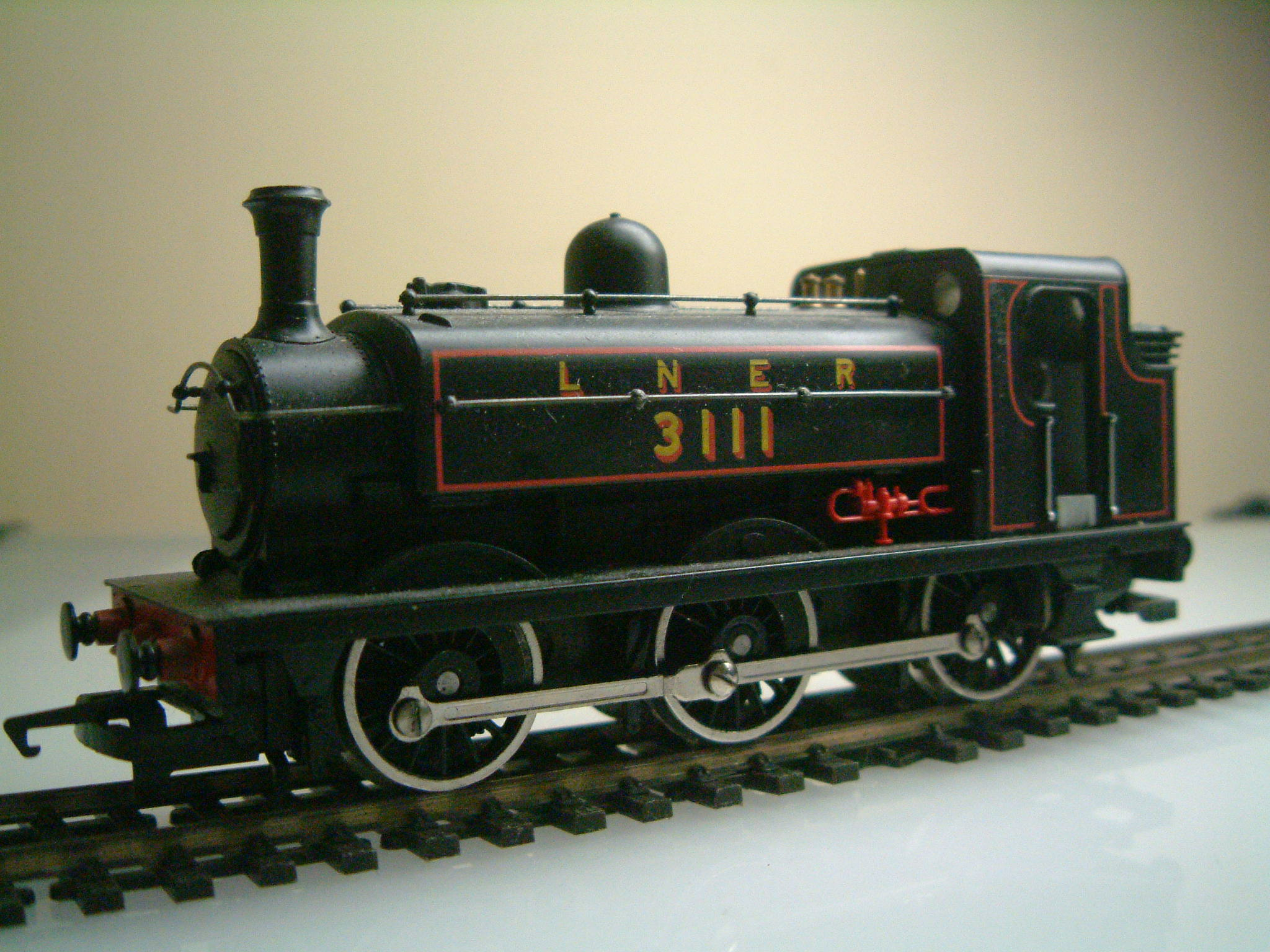
Um modelo da locomotiva GNR Class J13 desse período.

Em 1980 a Hornby passou a se chamar Hornby Hobbies, e em 1981, depois de uma reorganização, ela abriu seu capital e se tornou empresa pública em 1986.
No início da década de 1990, a Hornby Hobbies começou a ser ameaçada por ovos competidores, como a Dapol e também de fabricantes estrangeiros, incluindo a Lima e a Bachmann Industries. A fabricação começou a ser transferida para Guangdong na China, num processo de redução de custos, em 1995, e se completou em 1999. Como parte do processo, a Hornby Hobbies comprou alguns produtos da Dapol e também alguns moldes antigos da Airfix. Conjuntos de trens baseados em personagens de televisão ou cinema como: Thomas the Tank Engine and Friends e Harry Potter (com o "Hogwarts Express"), foram particularmente bem-sucedidos nas vendas. Em setembro de 2003, a Hornby Hobbies apresentou sua primeira locomotiva a vapor real de bitola 00, um modelo da famosa Mallard. Vários outros modelos "a vapor real" foram produzidos desde então.
Desde então, a Hornby Hobbies comprou a Lima, uma fabricante italiana de ferromodelismo que anteriormente adquiriu a fabricante francesa Jouef. Alguns dos antigos modelos da Lima surgiram na lista de produtos da Hornby identificados como "[Hornby International". Essa aquisição também incluiu os produtos em escala HO da Rivarossi, também italiana, e a marca "Arnold" de produtos em escala N. A Hornby Hobbies também adquiriu a companhia espanhola Electrotren que era a importadora espanhola do Scalextric, vendido na Espanha como Superslot, e apesar de adquirida, ela permaneceu independente da Hornby.
Em novembro de 2006, a Hornby Hobbies adquiriu a Airfix e a sua empresa holding a Humbrol, que enfrentou problemas de fluxo de caixa no início daquele ano, por £2,6 milhões. Os fãs da Airfix ficaram preocupados de que aquilo poderia ser o fim da marca, mas da mesma forma que o nome Hornby foi um dia uma marca da Meccano, a Airfix é hoje uma marca de sucesso da Hornby.
Em 2008, um modelo especial comemorativo da locomotiva LNER Class A4 4498 Sir Nigel Gresley foi produzido, com embalagem comemorativa da data, para celebrar o 70º aniversário da introdução daquela locomotiva.
Em maio do mesmo ano, a Hornby anunciou a aquisição da Corgi Classics Limited, um dos mais antigos fabricantes de modelos de caminhões, ônibus, carros e aviões em zinco fundido, da Corgi International Limited por £7,5 milhões.
Tendo como maior competidor a Bachmann Industries, e em menor escala alguns fabricantes de nichos específicos como: a Heljan, a Dapol, a Vi Trains e a Peco, a Hornby produzia já em 2008, uma ampla gama de modelos muito detalhados de locomotivas britânicas a vapor e a diesel, tais como a BR 9F, a LNER Class A4, a SR Merchant Navy, a Class 60, a Class 50, a Class 31 e a Class 08.
Em 2009, o "Hornby Shop and Visitor Centre" estava em desenvolvimento. No natal de 2009 foi lançado o novo "Hornby Shop" em Margate em Kent, com o "Visitor Centre" ainda em construção. Em julho de 2010 foi inaugurado o "Hornby Shop And Visitor Centre", que se mostrou muito popular desde o dia da abertura.

## Escalas
Enquanto a Lionel prosperava no mercado da escala O, a American Flyer no mercado da escala S e a Bachmann no mercado da escala HO, a Hornby prosperava no mercado da escala OO, desde que a demanda dos modelos em escala OO da Lionel caiu nas décadas de 1940 e 1950.

## Marcas
As marcas que se destacaram sob a gestão da Hornby foram:
- Lima
- Jouef
- Arnold
- Rivarossi
- Skaledale
- Lyddle End